# Eschede
Eschede là một đô thị ở huyện huyện Celle, trong bang Niedersachsen, nước Đức. Đô thị Eschede có diện tích 106,31 km². Eschede có cự ly khoảng 15 km về phía đông bắc Celle, Eschede nằm ở biên giới khu bảo tồn tự nhiên Südheide, một khu vực bảo tồn rừng lớn. 
Eschede là thủ phủ của Eschede Samtgemeinde ("đô thị tập thể").

## Kết nghĩa
- Barneville-Carteret (Pháp)